# Erica globulifera
Erica globulifera är en ljungväxtart som beskrevs av Dulfer. Erica globulifera ingår i släktet klockljungssläktet, och familjen ljungväxter. Inga underarter finns listade i Catalogue of Life.